# Denis Sabourin
Pour les articles homonymes, voir Sabourin.
Denis Sabourin, né le 18 juillet 1931 à Bizerte et mort le 24 novembre 1998 à Montpellier, est un athlète français.

## Biographie
Denis Sabourin est licencié à l'Olympique de Tunis en 1950 et de 1954 à 1957, au RC Toulon en 1953 et au Racing club de France à partir de 1958. Il est sacré champion de France du lancer du poids en 1958 à Colombes.